# Institut d'aviation de Moscou
L'institut d'aviation de Moscou (Université nationale de recherche) ou en abrégé IAM (en russe : Московский авиационный институт, en abrégé МАИ) fondé en 1930 est l'un des grands établissements d'enseignement supérieur d'ingénierie à Moscou. Depuis sa création, l'IAM a contribué de manière importante aux progrès effectués dans la technologie aérospatiale en Russie et dans le monde. L'institut a mis l'accent sur l'enseignement en sciences appliquées et en ingénierie spécifiques aux exigences de l'industrie aérospatiale.
Pendant la seconde guerre mondiale une partie de l'université a été évacuée à Almaty au Kazakhstan.
L'IAM a formé plus de 160 000 spécialistes dont 250 concepteurs en chef dans l'industrie aérospatiale, 50 académiciens de l'Académie des Sciences de Russie, 22 cosmonautes, 100 pilotes d'essai et 60 champions olympiques dans différents sports.
Les anciens de l'institut forment l'épine dorsale de nombreuses entreprises comme Sukhoi, MIG, Ilyushin, Tupolev, Yakovlev, Beriev, Myasishchev, Mil (hélicoptère), RKK Energia, Lavochkin, Bureau d'étude Makeïev, GKNPZ Khrounitchev, NPO Energomash, Almaz-Antey et autres.

## Histoire

### Fondation
L'Institut a été créé le 20 mars 1930 par le Conseil suprême de l'économie nationale pour assurer la formation du personnel pour l'industrie aéronautique. La faculté aéro-mécanique de l'université technique d'État de Moscou-Bauman a constitué la base de la nouvelle unité. À ses débuts il comporte trois départements : aéronautique, moteurs d'avion et aérodynamique. À l'occasion de son 10e anniversaire en 1940, l'institut est une université aéronautique de premier plan avec 38 départements, 22 laboratoires, un bureau d'études et une unité de réalisations étudiantes.
|  |  |  |

### Pendant la Seconde Guerre mondiale
Lorsque l'Allemagne envahit l'URSS en 1941, les étudiants et les professeurs sont mobilisés pour travailler dans les usines d'aviation et les bureaux d'études. Beaucoup d'étudiants se portent volontaires pour rejoindre les forces armées pendant la bataille de Moscou.
L'institut est partiellement évacué vers Almaty au Kazakhstan sous la direction de Alexandre Yakovlev. En 1942, le campus de Moscou recommence à fonctionner en parallèle avec celui d'Almaty. En 1943, l'institut rejoint complètement Moscou.

### Ère du jet et de l'espace
Le premier prototype d'avion à réaction par Henri Coandă date de 1910. Mais ce n'est que durant la Seconde Guerre mondiale que des avions opérationnels ont volé. Arkhip Lyoulka a conçu le premier turbojet centrifuge à deux étages en 1938. Alexander Bereznyak, diplômé de l'AMI, a conçu le premier avion à réaction en URSS, le Bereznyak-Isayev BI-1 en 1942.
Après la guerre, l'institut a mis l'accent sur le développement de nouvelles technologies nécessaires au développement d'avions à réaction. En mai 1946, lors de la deuxième conférence technique des étudiants, les professeurs ont proposé 6 études postdoctorales et 14 thèses sur divers aspects concernant le développement des avions à réaction. Le 26 avril 1946, le Mikoyan-Gourevitch MiG-9 est devenu le premier turboréacteur opérationnel en URSS.
La même année, le département de radioélectronique a été créé à partir du département de radio-localisation, pour développer des nouvelles technologies.
L'ère des hélicoptères a commencé en URSS avec deux pionniers de premier plan de l'IAM : Boris Yuryev, inventeur du plateau cyclique dans les hélicoptères et le bureau d'études Bratoukhine. Ces travaux ont été récompensés le prix d'état de l'URSS en 1946. En 1952, le département de conception d'hélicoptère a été créé sous la direction du professeur Boris Yuryev.
Le 4 octobre 1957, l'URSS a lancé le premier satellite artificiel ouvrant l'espace pour l'humanité. Les diplômés de l'AMI ont été profondément impliqués dans le programme spatial depuis sa création sous la direction de Sergey Korolev, le concepteur en chef légendaire à la tête des programmes de l'espace soviétique et de Mikhail Tikhonravov concepteur en chef des satellites Spoutnik-3, Luna-1/3/4.
|  |  |  |

En 1962, l'institut a créé le bureau d'études des étudiants (OSKB - association SKB), qui a intégré les différentes facultés et départements de l'institut pour développer des prototypes d'aéronef en interne et pour mieux insérer les étudiants dans les travaux de conception et de production.

## L'institut de nos jours

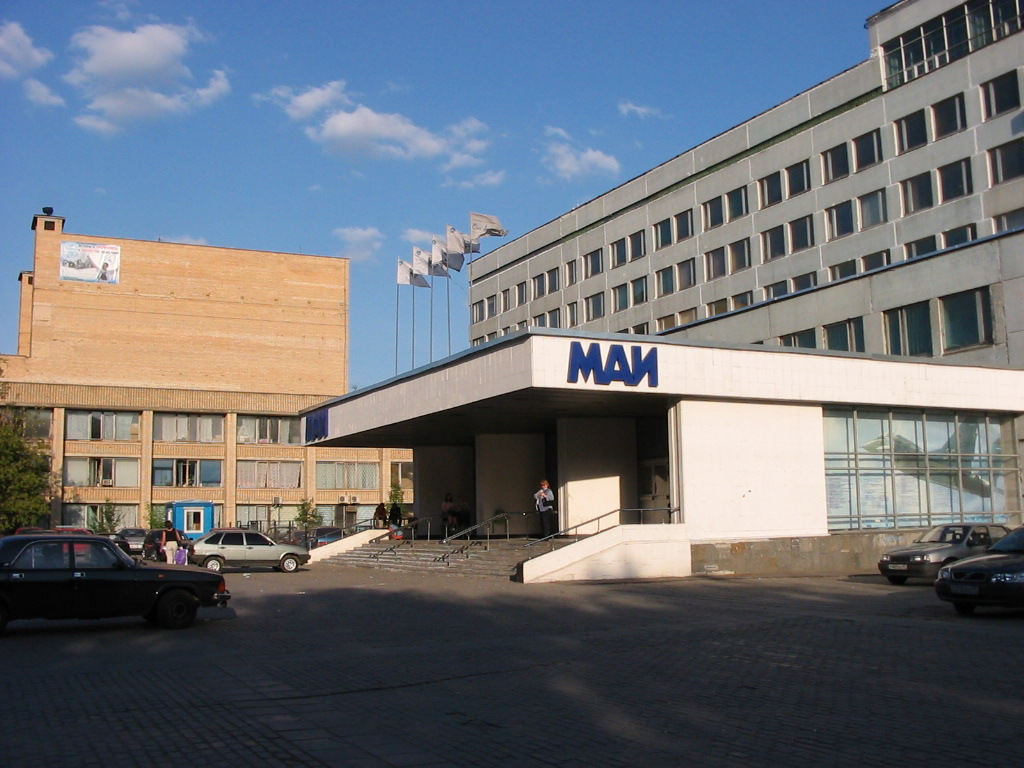
Entrée de l'institut.

Logo de l'Institut d'aviation de Moscou.

Actuellement, l'IAM est en Russie le seul établissement d'enseignement supérieur qui fournit le personnel hautement qualifié pour l'ensemble du cycle de vie du produit dans l'industrie aérospatiale, de la conception de système à la mise en œuvre des techniques de pointe.
L'IAM actuel est un institut unique d'enseignement supérieur où des connaissances théoriques approfondies sont combinées avec diverses compétences pratiques. Plus de 120 laboratoires, 3 bureaux d'études d'étudiants, 3 centres de ressources spécialisés, une usine de conception expérimentale et un aérodrome sont à la disposition des étudiants.
En 1993, l'Institut a reçu la qualification d'université technique d'état. En octobre 2009, l'IAM figurait parmi les 12 meilleures universités de la fédération de Russie.
L'IAM est un grand centre de recherche scientifique sur les systèmes aéronautiques mais aussi l'optoélectronique et les sources d'énergie embarquées. Elle a reçu la qualification d'université nationale de recherche par décision du gouvernement russe.

## Enseignement
L'institut comporte 11 départements :
- ingénierie aéronautique,
- propulsion,
- systèmes embarqués,
- communications,
- économie,
- ingénierie spatiale,
- système intelligents et robotique,
- physique et mathématiques appliquées,
- mécanique,
- gestion,
- langues.

## Établissements dépendants de l'AMI
- Voskhod (Leninsk, cosmodrome de Baikonour)
- Vzlet (Akhtoubinsk)
- Strela (Joukovski)
- Kometa (Khimki, anciennement faculté territoriale numéro 20)
- Techniques spatiales (Khimki, anciennement faculté territoriale numéro 50)

## Universités partenaires
- Université de Liège, Belgique
- Institut technologique de l'aéronautique, Brésil
- ISAE-SUPAERO, France
- Bedfordshire University, Royaume-Uni
- Allemagne

1. Université technologique de Dresde
2. Université technique de Berlin
3. Hyperschall Technologie Gottingen
4. Université d'Ingolstadt
5. Université d'Esslingen
6. Université d'Heilbronn
7. Université technique de Munich

- Université Beihang, Chine
- Université de Chien Hsin, Taiwan
- École d'ingénieurs Rajalakshmi, Chennai, Inde

## Sports
Le Club sportif de l'Institut d'aviation de Moscou comporte 33 sections, dont le handball qui fut sept fois champion d'URSS et a remporté deux coupes d'Europe chez les hommes dans les années 1970.
60 sportifs[réf. nécessaire], dont Vladimir Maksimov, ont ainsi été champions olympiques dans différentes disciplines.